# Mpongmpong
Mpongmpong (auch Bombo, Mbombo, Mpompo, Mpopo und Pongpong) ist eine Bantusprache und wird von circa 45.000 Menschen in Kamerun gesprochen (Zensus 1991).
Sie ist in den Départements Kadey und Boumba-et-Ngoko in der Region Est verbreitet.

## Klassifikation
Mpongmpong ist eine Nordwest-Bantusprache und gehört zur Makaa-Njem-Gruppe, die als Guthrie-Zone A80 klassifiziert wird.
Sie hat die Dialekte Mbobyeng (auch Pobyeng), Menzime (auch Medzime, Mezime und Mendzime), Bageto (auch Baagato und Bangantu), Kunabembe (auch Konabembe, Nkumabem, Kunabeeb und Konabem) und Mpomam (auch Boman und Mboman).